# Université nationale de Tchernivtsi
L'université nationale de Tchernivtsi (nom complet : université nationale de Tchernivtsi Youri Fedkovitch, en ukrainien : Чернівецький національний університет імені Юрія Федьковича) est une université ukrainienne située à Tchernivtsi, dans l'oblast de Tchernivtsi. Son bâtiment est inscrit au Registre national des monuments d'Ukraine.

## Histoire
Le docteur Constantin Tomaszczuk envoie à Vienne une pétition du comité de gestion de la société pour la promotion et la diffusion de l'éducation scientifique dans la Bucovine afin de demander la fondation d'une université allemande à Czernowitz (nom officiel de la ville à l'époque), idée que cette société défendait depuis au moins 1872. En effet l'université de Lemberg (Lwow en polonais) était devenue entièrement polonisée depuis 1872 et il n'y avait donc pas d'établissement d'enseignement supérieur de langue allemande en Cisleithanie orientale. La Bucovine était entrée dans l'Empire des Habsbourg un siècle plus tôt. L'université est fondée le 4 octobre 1875 sous le nom de « Franz-Josefs Universität » (université François-Joseph), à l'époque de l'Autriche-Hongrie. La ville comprend alors une majorité de la population de langue yiddish, des minorités germanophones, polonaises, ruthènes, roumaines. La forte population juive s'exprimait en yiddish et son élite faisait des études en allemand et parlait allemand. De cette région proviennent des étudiants d'origine teutonne et allemande, mais aussi saxonne de Transylvanie, juive, polonaise, ruthène, moldave et roumaine. La langue principale d'enseignement est alors l'allemand, avec des départements séparés pour la langue et la culture roumaines et ukrainiennes (l'ukrainien dans sa variante orientale parlé par les Ruthènes). Les autochtones majoritaires moldaves et roumains, surtout paysans, n'ont que rarement accès à l'enseignement secondaire ou supérieur et sont donc peu représentés à l'université (sauf à la faculté de théologie). Trois facultés sont fondées: celle de théologie grecque-orthodoxe (qui accueille de fait des étudiants venant de toute l'Europe centrale), celle de droit et enfin celle de philosophie. Pour les étudiants de l'Empire austro-hongrois des contrées orientales qui sont désireux d'étudier la médecine, il leur faut alors poursuivre leurs études dans les facultés de langue polonaise: celle de l'université de Lemberg ou celle de l'université Jagellonne à Cracovie.
Après 1918 et l'écroulement de l'Empire austro-hongrois, la Bucovine, berceau des Moldaves, est intégrée à la Roumanie victorieuse qui a combattu du côté des Alliés. L'université est rebaptisée « Universitatea Regele Carol I din Cernăuţi » (université Charles Ier). De 1920 à 1940, l'université est largement « roumanisée », le département d'ukrainien est supprimé, les professeurs ukrainiens sont renvoyés, et l'enseignement est uniquement dispensé en roumain.
À la suite de l'occupation de la Bucovine par les Soviétiques à partir de 1940, le territoire est rattaché à la République socialiste soviétique d'Ukraine, et l'ukrainien complété par le russe deviennent langues d'enseignement. Les Moldaves et Roumains autrefois majoritaires n'ont plus accès à un enseignement dans leur langue. L'université est renommée « université d'État de Tchernivtsi », et est agrandie et réorganisée, avec une plus grande place pour l'enseignement des sciences et la disparition du département de théologie (ce dernier rouvrira en 1996).
En 1989, l'université est baptisée en l'honneur de l'écrivain ukrainien Youri Fedkovitch, natif de Bucovine. L'enseignement en russe est supprimé.
Depuis septembre 2000, l'université a le statut d'université nationale. Elle fait partie de l'Association des universités européennes depuis 2009.
L'université compte actuellement 16 000 étudiants et 900 professeurs, répartis en quinze sections: physique, ingénierie, mathématiques appliquées, informatique, chimie, biologie, philologie, langues étrangères, histoire, géographie, économie, pédagogie, droit, arts et artisanat, et philosophie et théologie.

## Architecture
L'université compte actuellement quatorze bâtiments.
Le bâtiment principal de l'université est l'ancienne résidence des métropolites de Bucovine et de Dalmatie, édifiée entre 1864 et 1882 sur les plans de l'architecte tchèque Josef Hlávka. On y trouve également une église cruciforme à coupoles, un jardin et un parc. L'ensemble architectural de l'université est inscrit au Patrimoine mondial de l'UNESCO depuis juin 2011,.

### Galerie

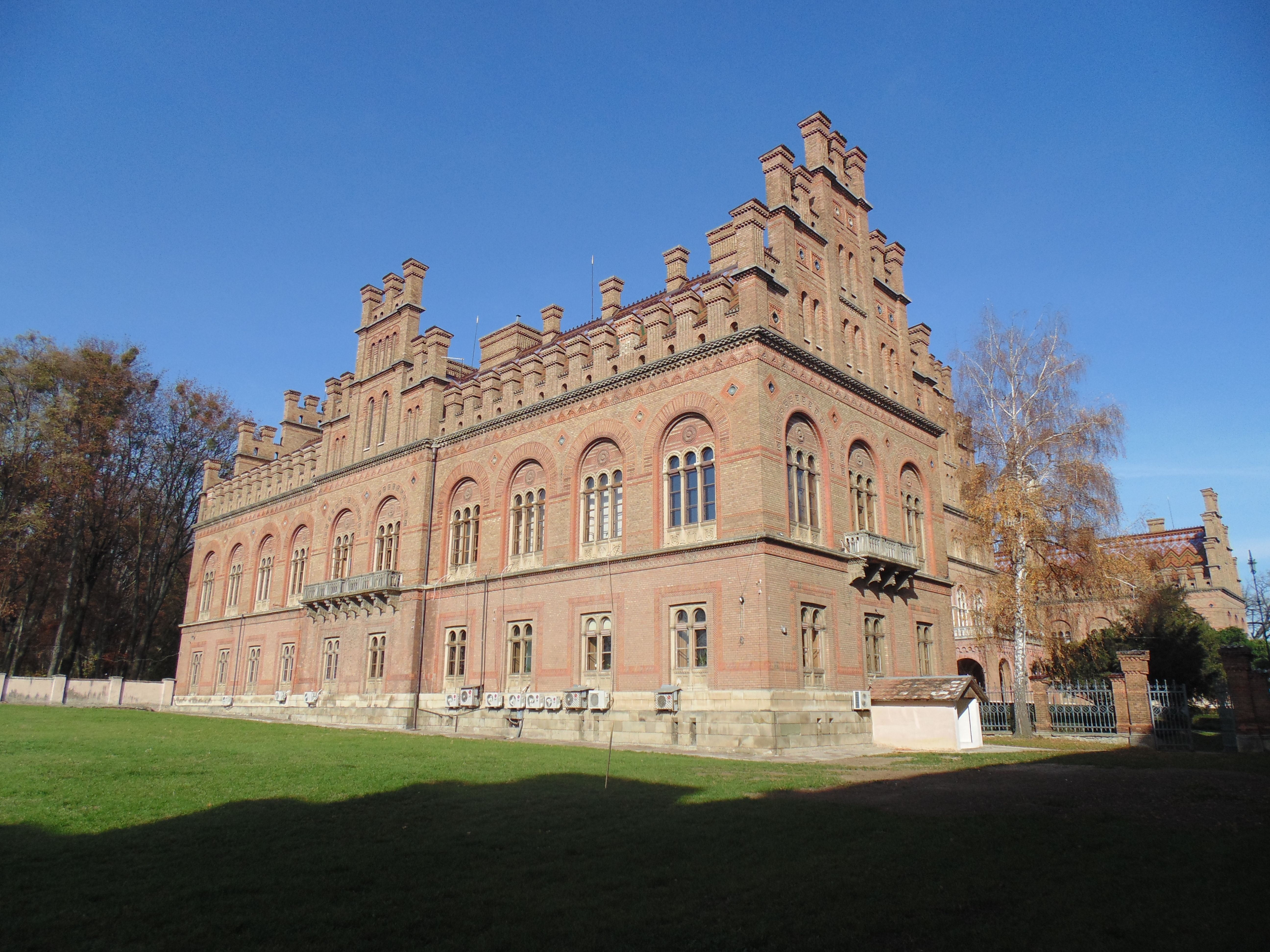
Aile métropolitaine classée
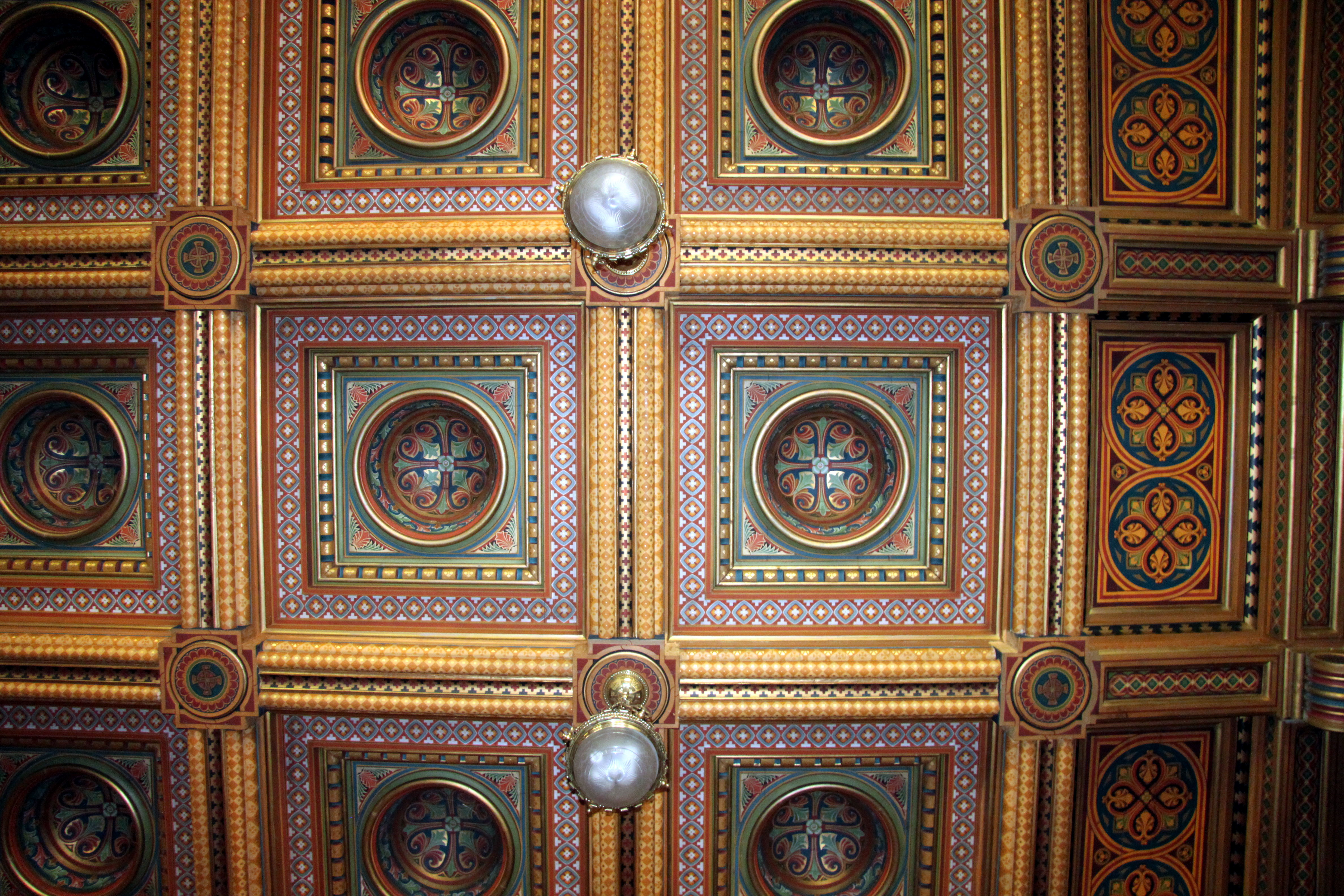
Plafond.
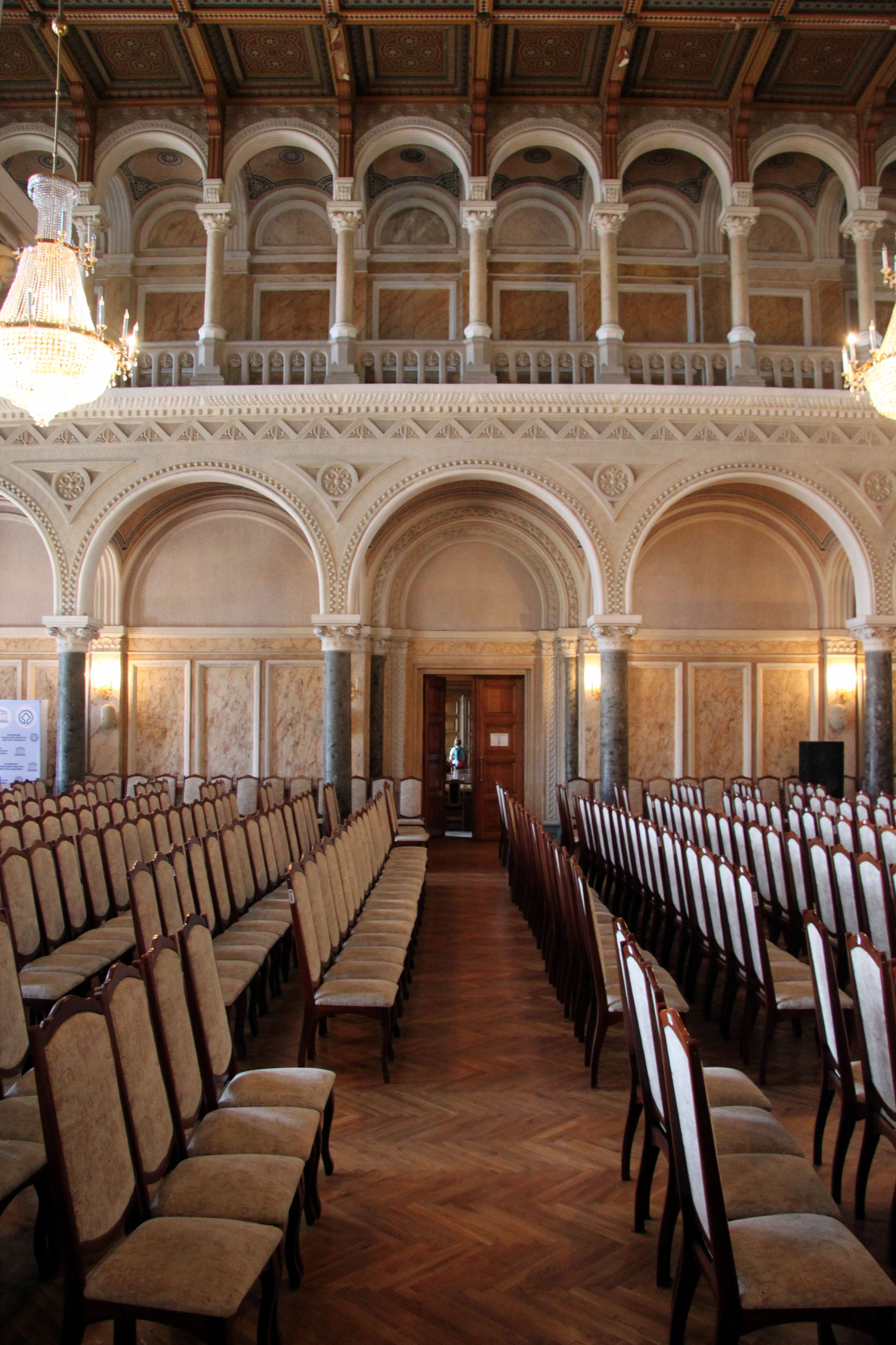
Intérieur.
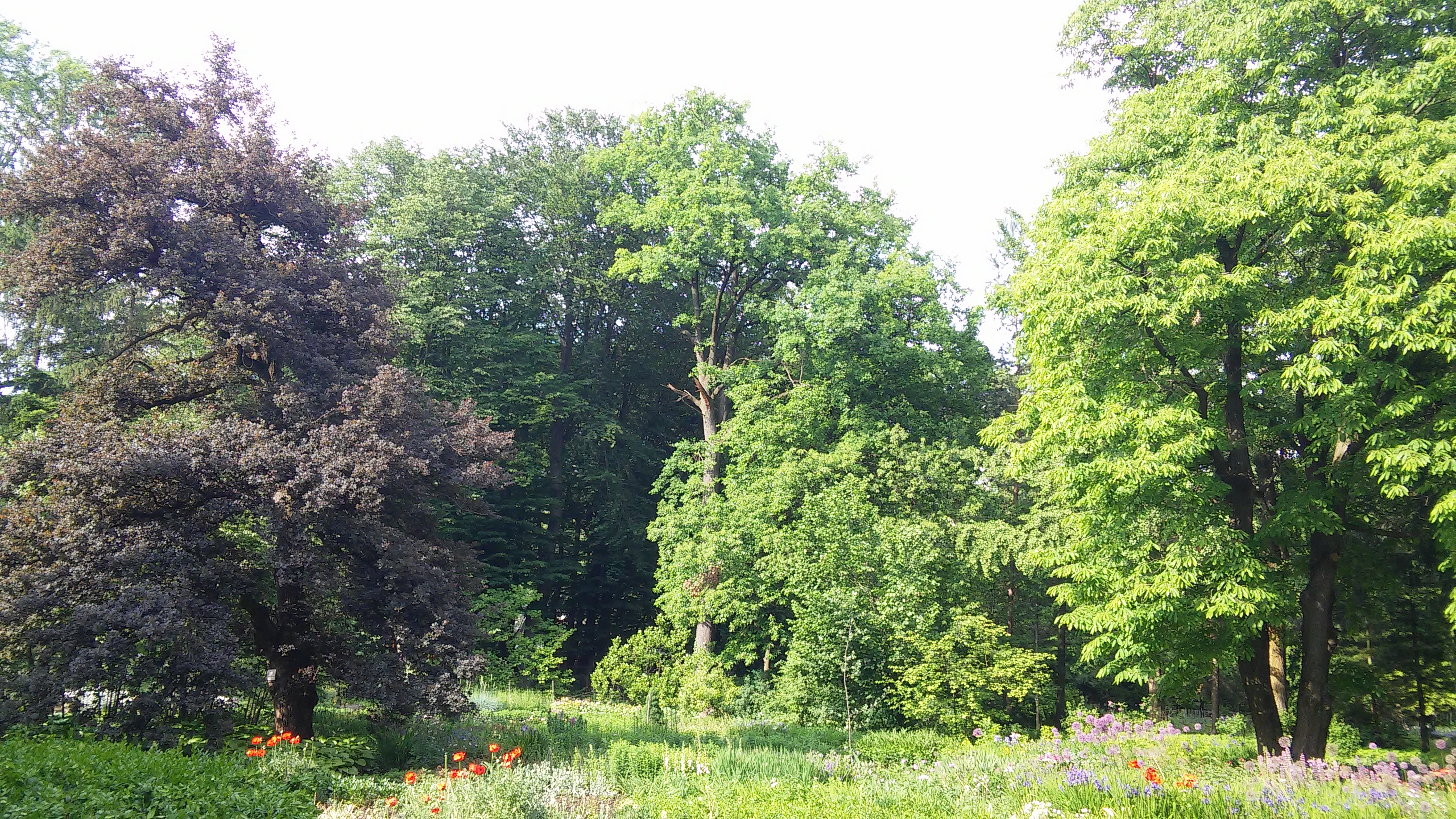
Jardin.
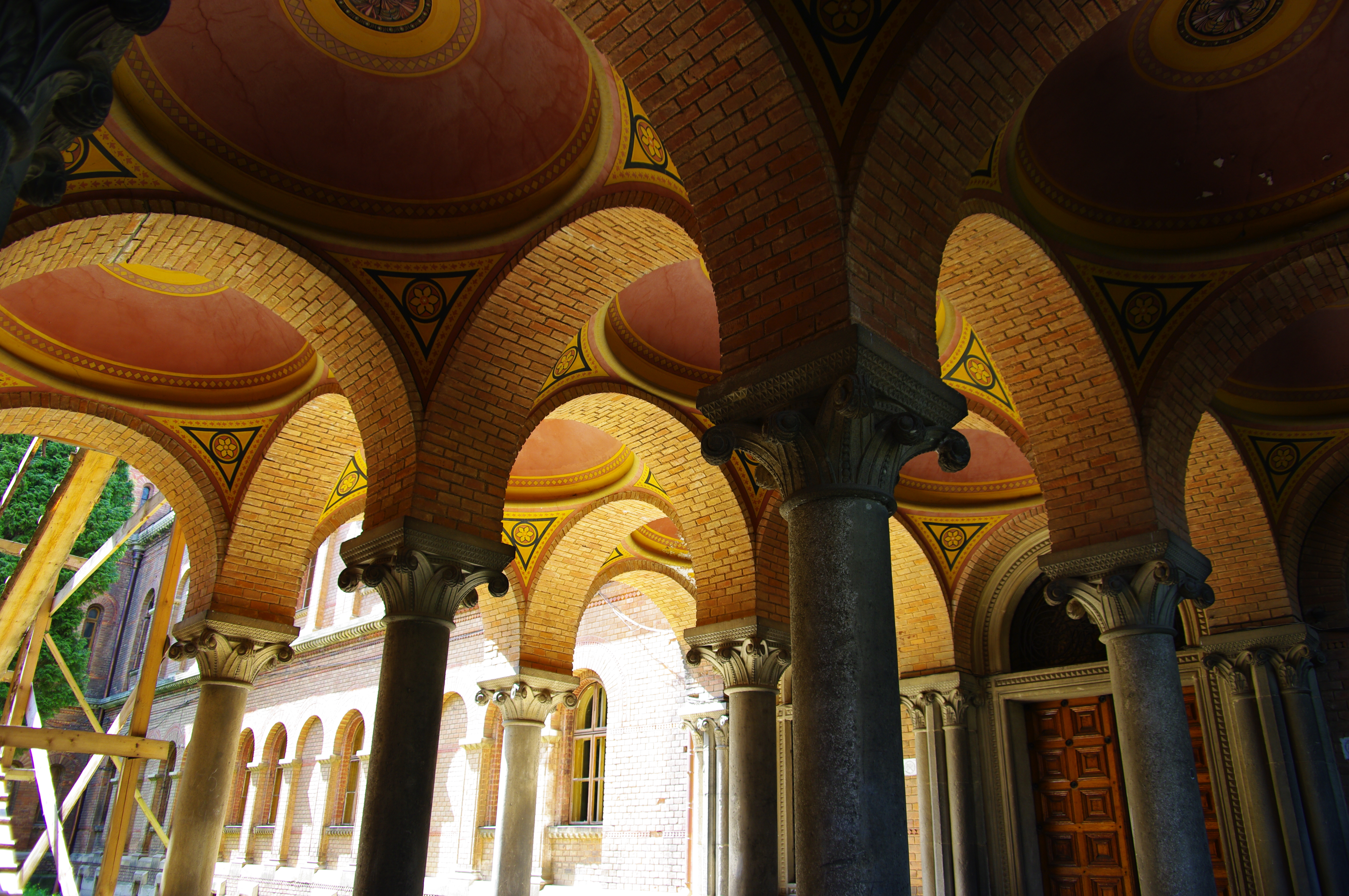
Ancien séminaire
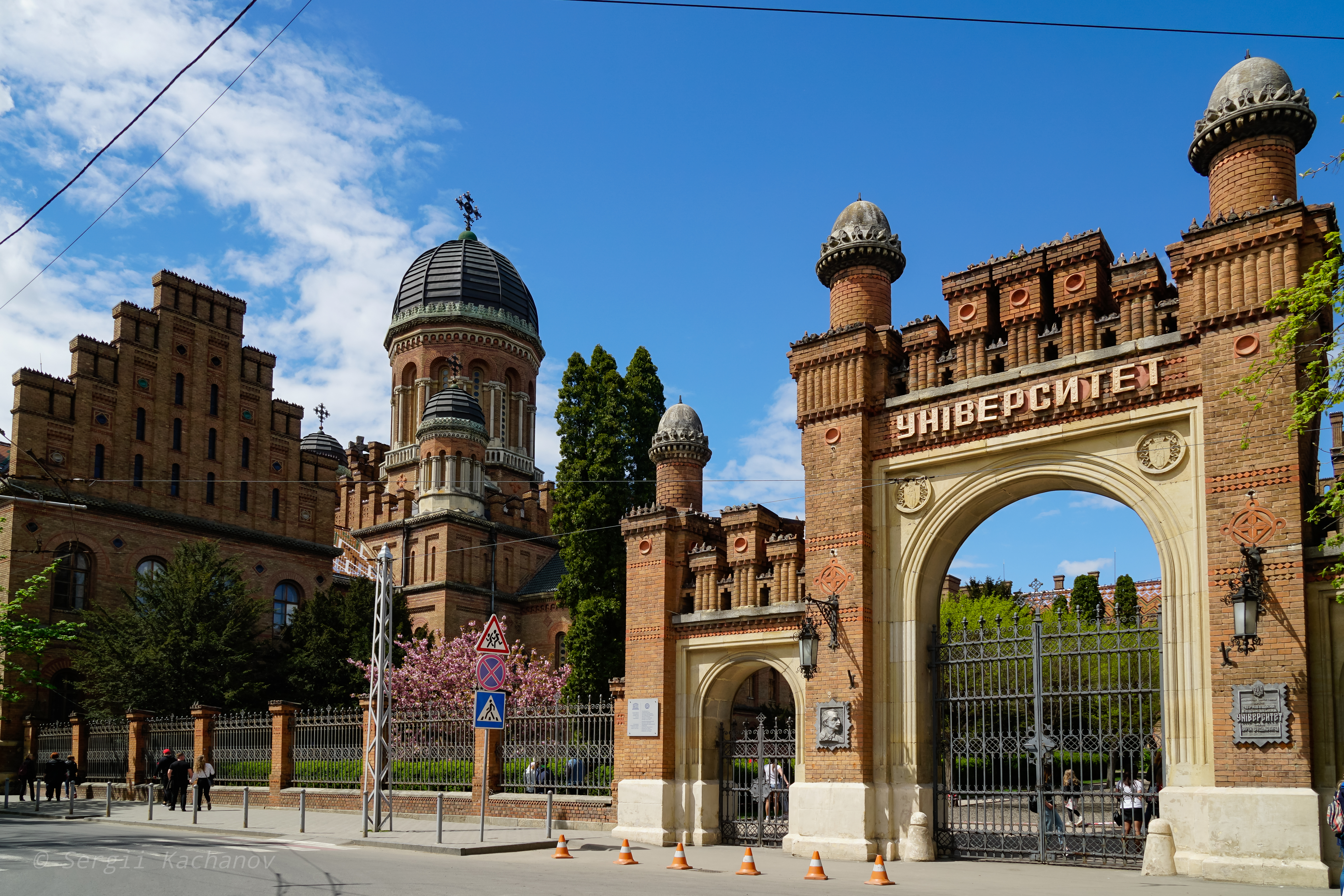
Portail classé[10].
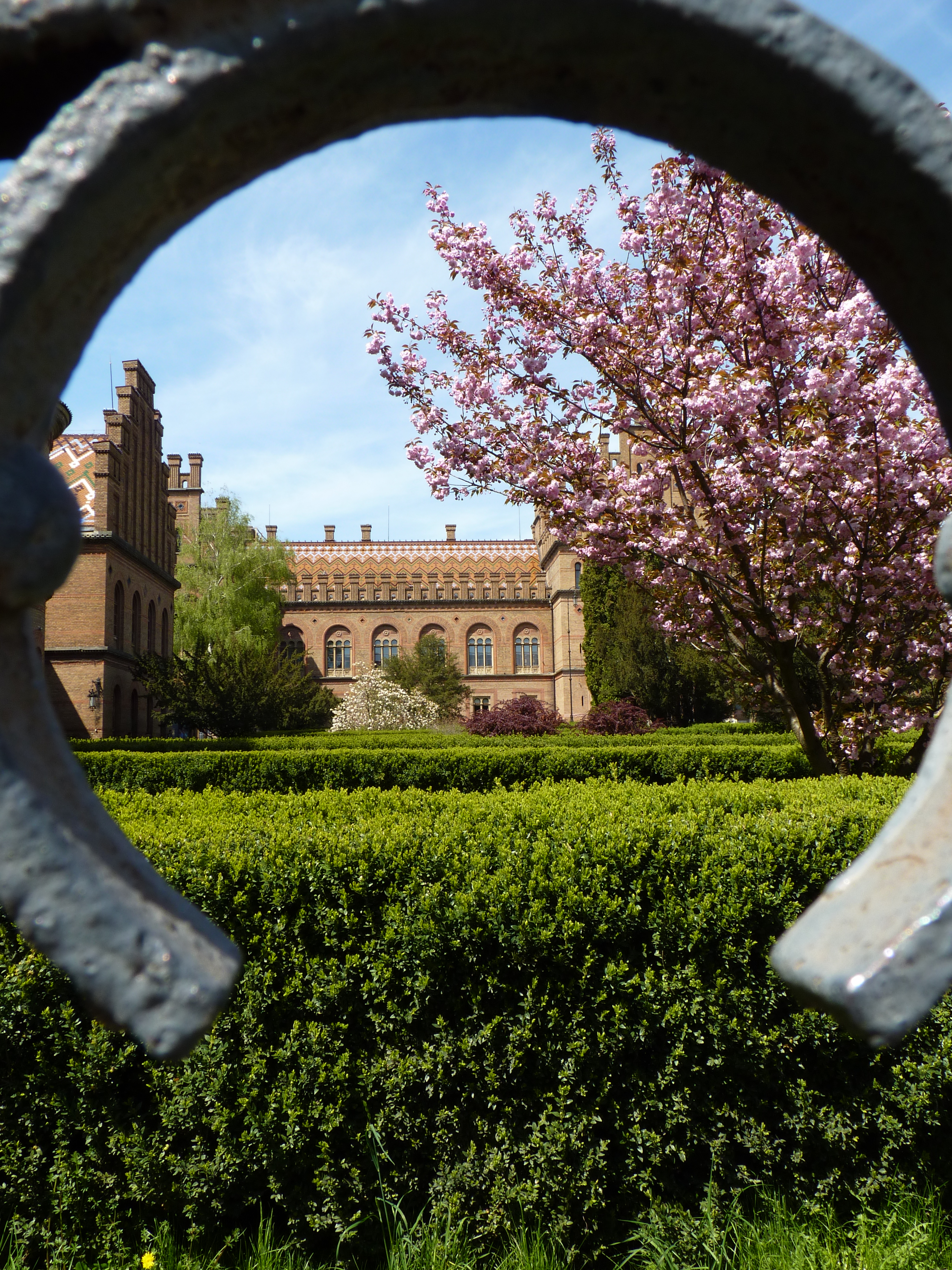
Arboretum classé[11].

### Église des Trois-Hiérarques
C'est l'ancienne église du séminaire, construite en 1882, la première pierre ayant été posée par l'évêque Evgueni en 1867. Elle est reconnue d'importance nationale ordre n°778/3. Elle est classée.

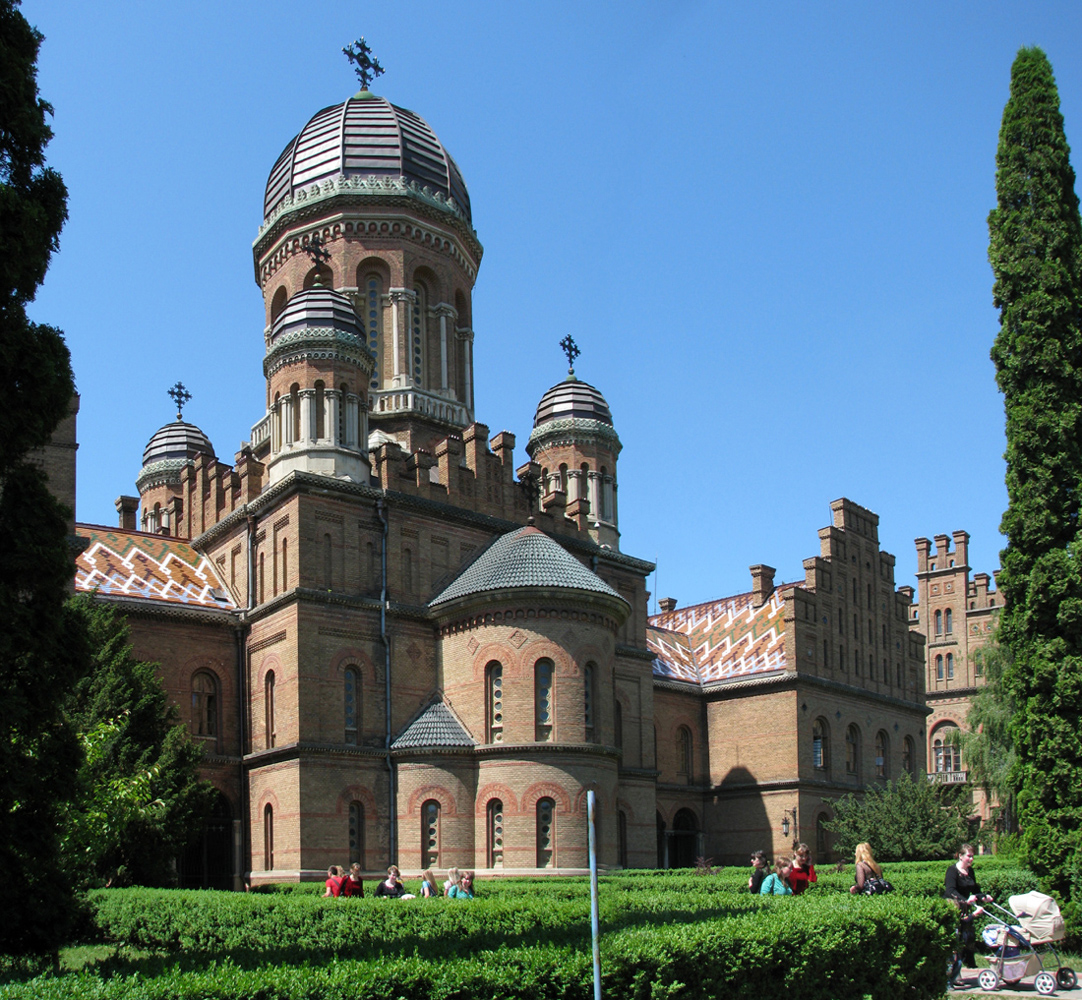
Extérieur.
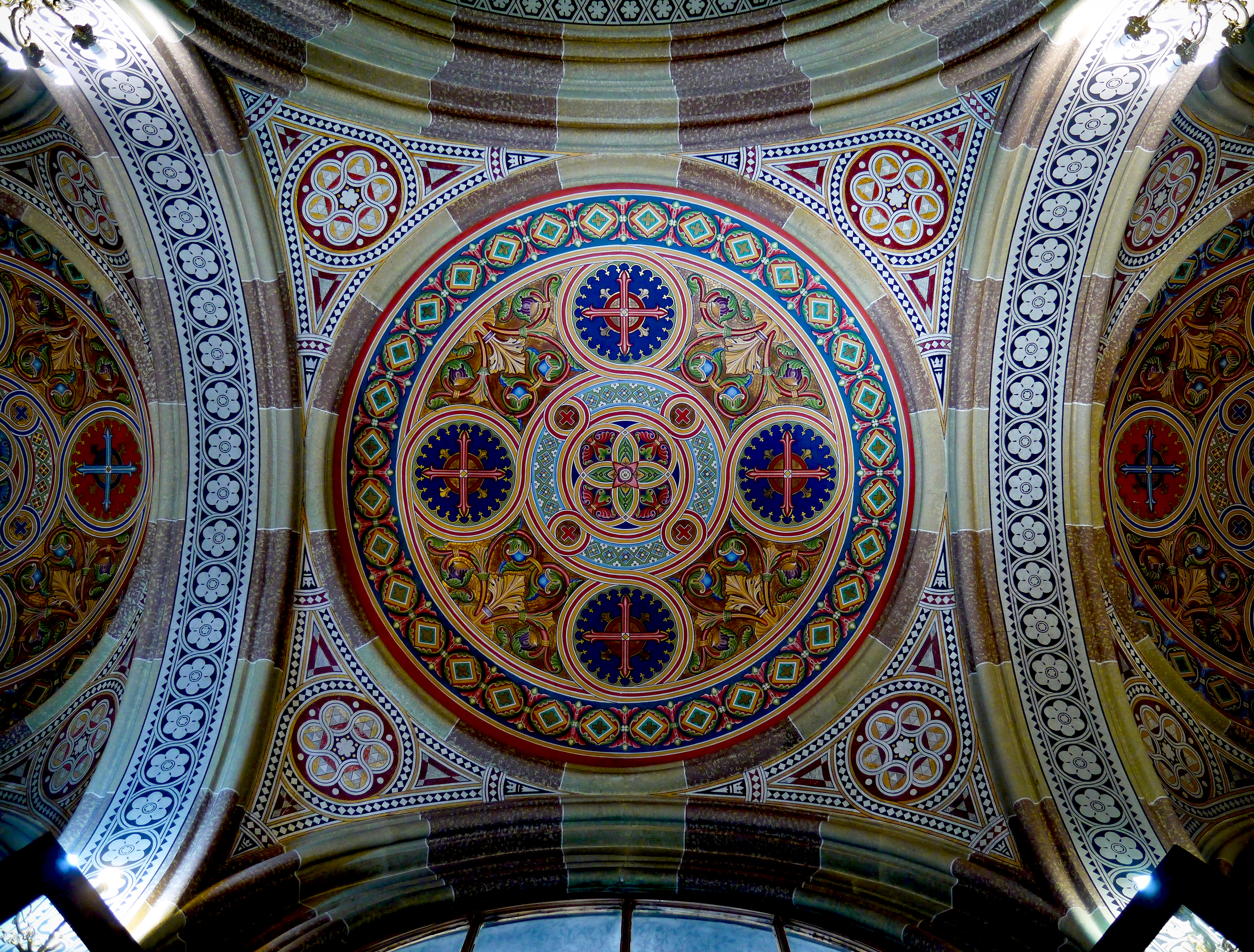
Intérieur.
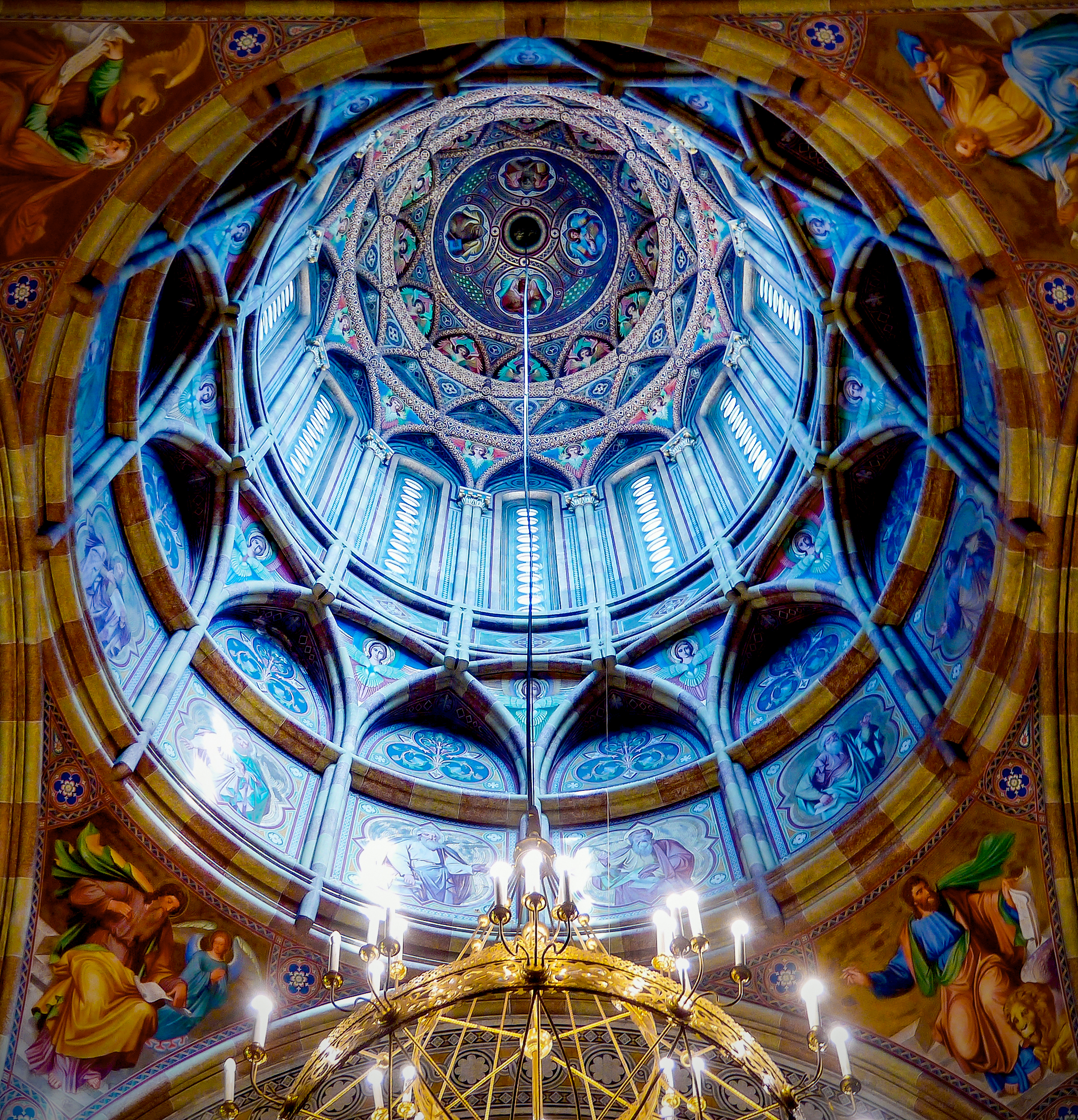
Coupole.
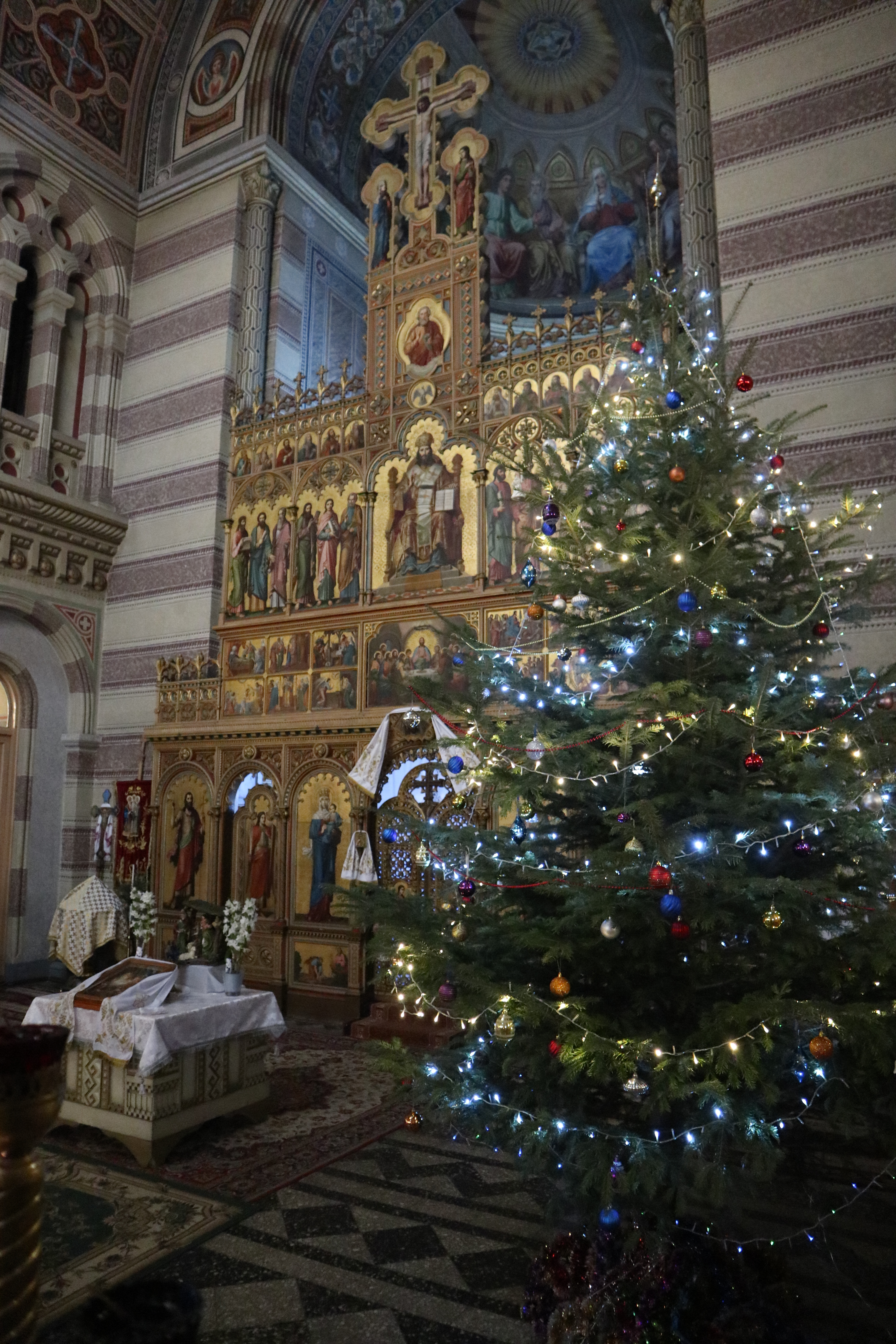
Iconostase.

## Personnalités liées à l'université

### Enseignants
- Max von Waldberg

### Étudiants
- Elizabeth Zarubina, espionne soviétique.
- Pavlo Petrenko, ministre de la Justice.